# 三郷インターチェンジ
三郷インターチェンジ（みさとインターチェンジ）は、埼玉県三郷市にある三郷JCTに併設された常磐自動車道のインターチェンジである。東日本高速道路関東支社三郷管理事務所や埼玉県警察高速道路交通警察隊三郷分駐隊の所在地となっている。
首都高速道路6号三郷線三郷出入口（みさとでいりぐち）についてもここで述べる。
当ICは東と西の出入口があり、
- 西出入口⇔国道298号 草加方面
- 東出入口⇔国道298号 松戸方面

のように連絡している。常磐自動車道・首都高速道路のいずれの方面とも接続している。西出入口に常磐自動車道のIC番号が、東出入口に首都高速道路の出入口番号が振られているが、標識の仕様は入口に関しては番号同様だが、出口に関しては西出口側が首都高速仕様、東出口が東京外環自動車道の仕様となっている。ただし、首都高速側では最近、西出口が「661W」、東出口が「661E」と改番されている。
一般道と東京外環自動車道との連絡はなく、川口JCT方面へは隣接する外環三郷西IC、京葉JCT方面へは三郷中央ICを利用することになる。

## 歴史
- 1985年（昭和60年）1月24日：小菅JCT - 柏IC間開通と同時に開設[2][3]。
- 2005年（平成17年）11月27日：東京外環自動車道・三郷JCT - 三郷南IC間開通に伴い、三郷JCT上に国道298号（草加方面）へ直結する西出口専用ランプを新設[4]。

## 周辺
- ピアラシティ
  - イトーヨーカドー三郷店
  - スーパービバホーム三郷店
  - MOVIX三郷
  - ゲームパニック三郷店
- ヤマダデンキ家電住まいる館YAMADA三郷店
- 紳士服コナカ三郷インター店
- つくばエクスプレス三郷中央駅
- 三郷市役所
- ザ・ライオンズ三郷中央
- 三郷市消防本部・消防署
- 三郷郵便局
- 東京都水道局三郷浄水場
- 埼玉県企業局新三郷浄水場
- 埼玉県下水道局中川下水道事務所
- 埼玉県下水道公社中川水循環センター
- 番匠免運動公園
- みさと団地
- 埼玉県立三郷高等学校
- 埼玉県立三郷北高等学校
- 埼玉県立三郷工業技術高等学校
- 東日本高速道路三郷管理事務所
- 埼玉県警察高速道路交通警察隊三郷分駐隊（東日本高速道路三郷管理事務所内）

## 接続する道路
- 直接接続
  - 国道298号

## 隣
E6 常磐自動車道
(1)三郷JCT/IC - (1-1)三郷TB/SIC - (1-2)流山IC
首都高速6号三郷線
(655,656)八潮南出入口 - (657)八潮出入口 - (661W,661E)三郷JCT/出入口